# Vénus (planeta)
Vénus (português europeu) ou Vênus (português brasileiro) é o segundo planeta do Sistema Solar em ordem de distância a partir do Sol, orbitando-o a cada 224,7 dias. Recebeu seu nome em homenagem à deusa romana do amor e da beleza Vénus, equivalente a Afrodite. Depois da Lua, é o objeto mais brilhante do céu noturno, atingindo uma magnitude aparente de -4,6, o suficiente para produzir sombras. A distância média da Terra a Vênus é de 0,28 AU, sendo esta a menor distância entre qualquer par de planetas. Como Vénus se encontra mais próximo do Sol do que a Terra, ele pode ser visto aproximadamente na mesma direção do Sol (sua maior elongação é de 47,8°). Vénus atinge seu brilho máximo algumas horas antes da alvorada ou depois do ocaso, sendo por isso conhecido como a estrela da manhã (Estrela-d'Alva) ou estrela da tarde (Vésper); também é chamado Estrela do Pastor.
Vénus é considerado um planeta do tipo terrestre ou telúrico, chamado com frequência de planeta irmão da Terra, já que ambos são similares quanto ao tamanho, massa e composição. Vénus é coberto por uma camada opaca de nuvens de ácido sulfúrico altamente reflexivas, impedindo que a sua superfície seja vista do espaço na luz visível. Ele possui a mais densa atmosfera entre todos os planetas terrestres do Sistema Solar, constituída principalmente de dióxido de carbono. Vénus não possui um ciclo do carbono para fixar o carbono em rochas ou outros componentes da superfície, nem parece ter vida orgânica para absorvê-lo como biomassa. Acredita-se que no passado Vénus possuía oceanos como os da Terra, que se evaporaram quando a temperatura se elevou, restando uma paisagem desértica, seca e poeirenta, com muitas pedras em forma de placas. A água provavelmente se dissociou e, devido à inexistência de um campo magnético, o hidrogênio foi arrastado para o espaço interplanetário pelo vento solar. A pressão atmosférica na superfície do planeta é 92 vezes a da Terra.
A superfície venusiana foi objeto de especulação até que alguns dos seus segredos foram revelados pela ciência planetária no século XX. Ele foi finalmente mapeado em detalhes pelo Programa Magellan de 1990 a 1994. O solo apresenta evidências de extenso vulcanismo e o enxofre na atmosfera pode indicar que houve algumas erupções recentes. Entretanto, a falta de evidência de fluxo de lava acompanhando algumas das caldeiras visíveis permanece um enigma. O planeta possui poucas crateras de impacto, demonstrando que a superfície é relativamente jovem, com idade de aproximadamente 300-600 milhões de anos. Não há evidência de placas tectônicas, possivelmente porque a crosta é muito forte para ser reduzida, sem água para torná-la menos viscosa. Em vez disso, Vénus pode perder seu calor interno em eventos periódicos de reposição da superfície.

## Características físicas
Vénus é um dos quatro planetas terrestres do Sistema Solar, significando que, como a Terra, ele é um corpo rochoso. Em tamanho e massa, ele é muito similar ao nosso planeta. O diâmetro de Vénus é apenas 650 km menor e sua massa é 81,5% da massa da Terra. Entretanto, as condições na superfície venusiana diferem radicalmente daquelas na Terra, devido à sua densa atmosfera de dióxido de carbono. A massa da atmosfera de Vénus é composta em 96,5% de dióxido de carbono, sendo o nitrogênio a maior parte do restante.

### Estrutura interna
Sem dados sísmicos ou conhecimento do seu momento de inércia, existe pouca informação sobre a estrutura interna e a geoquímica de Vénus. Entretanto, a similaridade em tamanho e densidade entre Vénus e a Terra sugere que eles possuem uma estrutura interna similar: núcleo, manto e crosta. O núcleo de Vénus é, como o da Terra, pelo menos parcialmente líquido, porque os dois planetas têm se resfriado mais ou menos na mesma taxa. O tamanho ligeiramente menor de Vénus sugere que as pressões são significativamente menores no seu interior do que na Terra. A principal diferença entre os dois planetas é a inexistência de placas tectônicas em Vénus, provavelmente devido à superfície e manto secos. Isto resulta em uma reduzida perda de calor pelo planeta, impedindo-o de se resfriar, e é a provável explicação para a falta de um campo magnético gerado internamente.

### Geografia

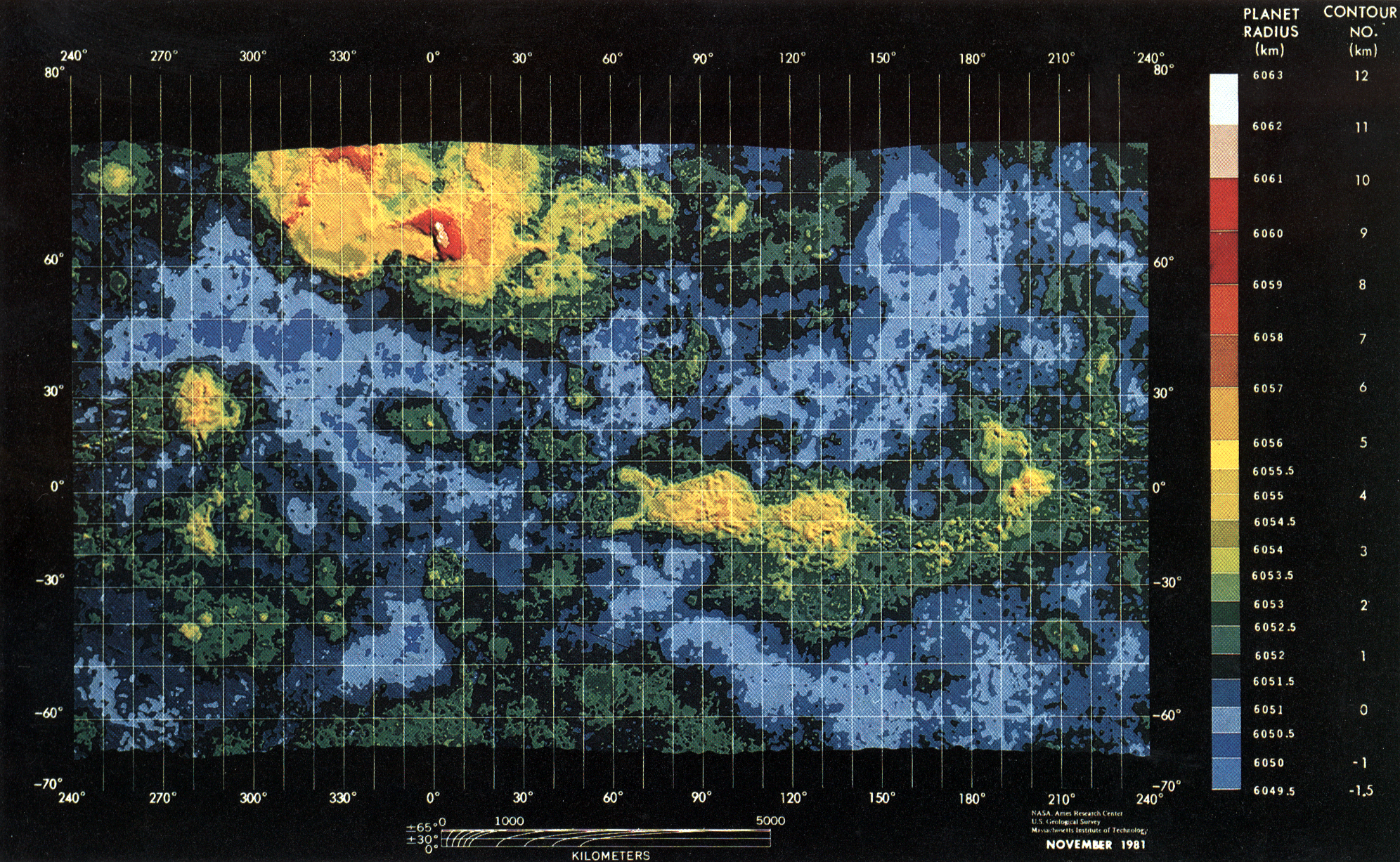
Mapa de Vénus, baseado no mapeamento de radar da sonda Pioneer Venus 1. Nesse mapa são mostrados os "continentes" elevados em amarelo: Ishtar Terra no alto e Afrodite Terra logo abaixo do equador, à direita

Cerca de 80% da superfície de Vénus é coberta por suaves planícies vulcânicas, sendo que 70% são planícies com cadeias enrugadas e 10% são planícies suaves ou lobuladas. Duas mesetas principais em forma de continentes compõem o restante da superfície, uma situando-se no hemisfério norte e a outra logo ao sul do equador. A meseta ao norte é chamada de Ishtar Terra, em homenagem a Ishtar, a deusa babilônica do amor, e tem aproximadamente a superfície da Austrália. Maxwell Montes, a montanha mais alta de Vénus, fica em Ishtar Terra. Seu pico fica 11 km acima da elevação média da superfície venusiana. O continente meridional é chamado de Afrodite Terra, em homenagem à deusa grega do amor, e é a maior das duas mesetas, com o tamanho aproximado da América do Sul. Uma rede de fraturas e falhas cobre a maior parte desta área.
Além das crateras de impacto, montanhas e vales comumente encontrados nos planetas rochosos, Vénus reúne um conjunto de acidentes geográficos únicos. Entre esses, há vulcões com topo plano, chamados farras, que se parecem com panquecas e têm diâmetro variando entre 20 e 50 km e altura de 100 a 1 000 m; sistemas de fraturas radiais estrelados, chamados novae; acidentes geográficos com fraturas radiais e concêntricas parecendo teias de aranha, conhecidos como aracnoides; e coronae, anéis circulares de fraturas às vezes cercados por depressões. Esses acidentes têm origem vulcânica.
A maior parte dos acidentes geográficos venusianos recebe o nome de mulheres históricas e mitológicas. Exceções são o Maxwell Montes, em homenagem a James Clerk Maxwell, e as regiões altas Alpha Regio, Beta Regio e Ovda Regio. Esses acidentes foram nomeados antes da adoção do sistema atual pela União Astronômica Internacional, a organização que administra a nomenclatura planetária.
As longitudes das características físicas em Vénus são expressas em relação à linha do meridiano principal. A linha do meridiano inicialmente passava pela mancha clara ao radar no centro do acidente oval Eva, localizado ao sul de Alpha Regio. Depois das missões Venera, a linha do meridiano foi redefinida para passar pelo pico central da cratera Ariadne.

### Geologia da superfície

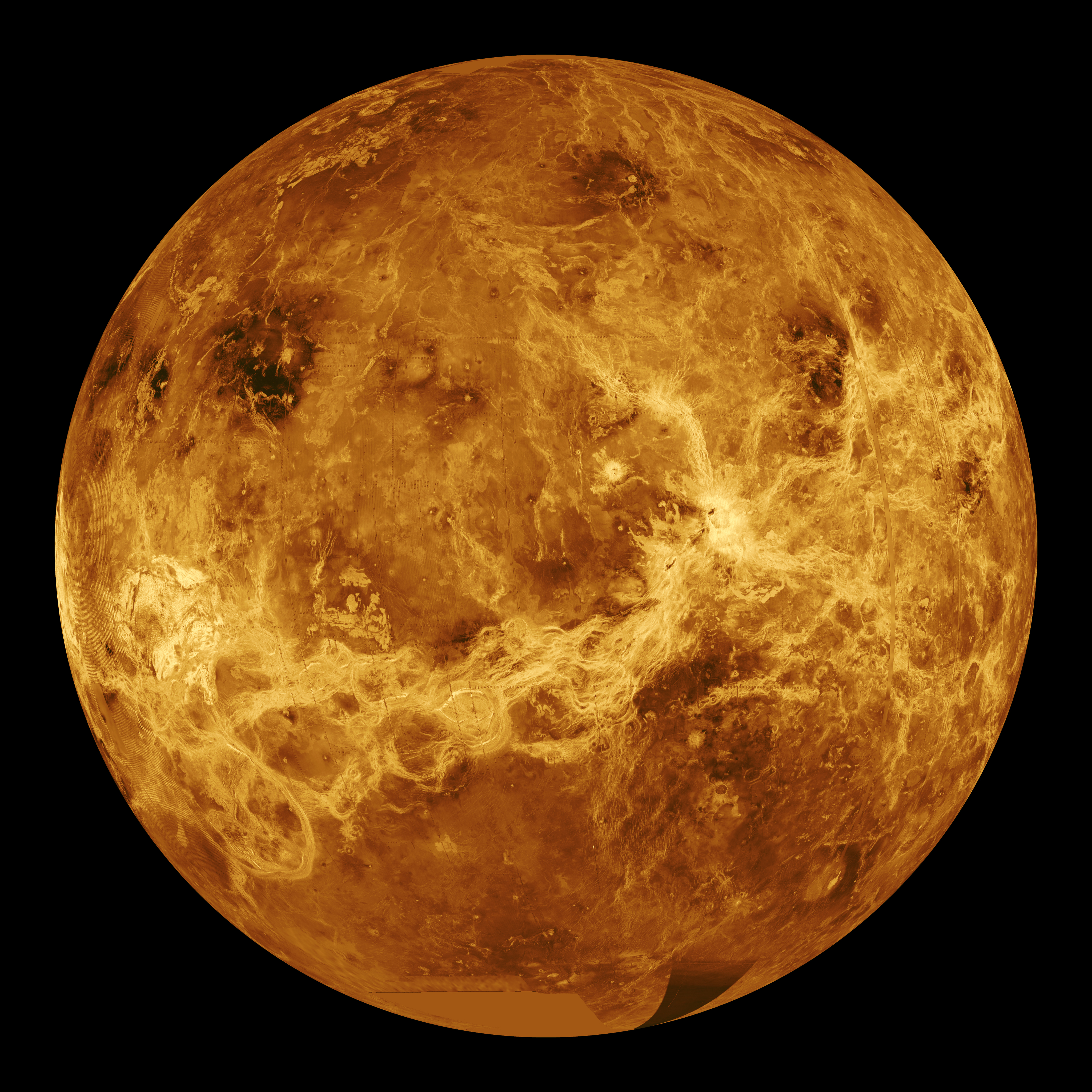
Imagem obtida por radar da superfície de Vénus, centrada à longitude 180° Leste

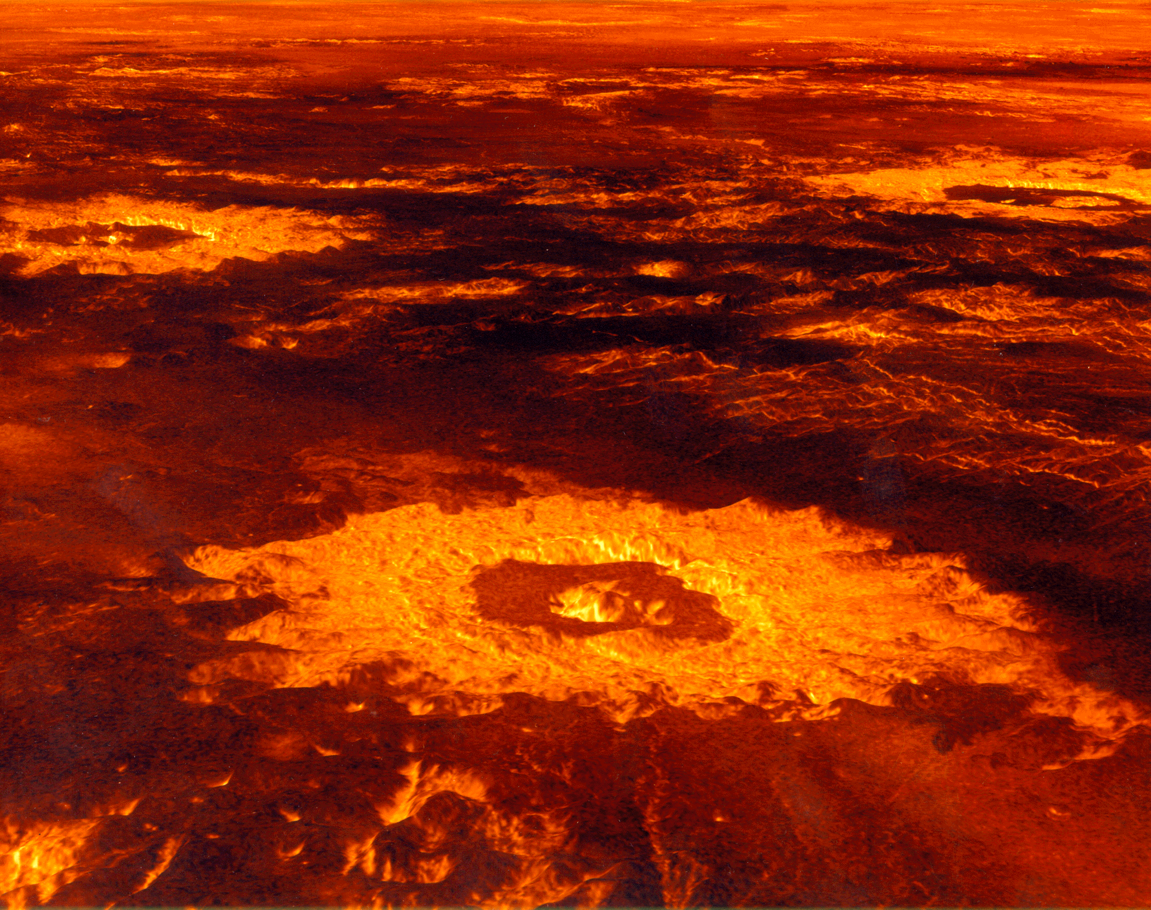
Crateras de impacto na superfície de Vénus (imagem reconstruída a partir de dados de radar)

A maior parte da superfície venusiana parece ter sido formada por atividade vulcânica. Vénus tem um número de vulcões várias vezes superior ao da Terra e possui 167 enormes vulcões que têm mais de 100 km de diâmetro. O único complexo vulcânico deste tamanho na Terra é a Grande Ilha do Havaí, nos Estados Unidos. Entretanto, isto não acontece por Vénus ser vulcanicamente mais ativo que a Terra, e sim porque sua crosta é mais velha. A crosta oceânica da Terra é continuamente reciclada por subducção nas bordas das placas tectônicas e tem uma idade média de cerca de 100 milhões de anos,
 enquanto a idade da superfície venusiana é estimada entre 300 e 600 milhões de anos.
Várias evidências apontam para a existência de atividade vulcânica corrente em Vénus. Além disso, durante o programa espacial soviético Venera, as sondas Venera 11 e Venera 12 detectaram um fluxo constante de raios, e a sonda Venera 12 registrou um ruído poderoso de trovão assim que pousou na superfície. A sonda Venus Express da Agência Espacial Europeia registrou raios abundantes na alta atmosfera. Enquanto a chuva causa tempestades na Terra, não há chuva na superfície de Vénus (embora haja efetivamente chuva de ácido sulfúrico na atmosfera superior, que evapora cerca de 25 km acima da superfície). Uma possibilidade é que as cinzas de uma erupção vulcânica estivessem gerando os raios. Outra evidência vem de medições da concentração de dióxido de enxofre na atmosfera, que indicaram queda por um fator de 10 entre 1978 e 1986. Isto pode indicar que os níveis medidos inicialmente estavam elevados devido a uma grande erupção vulcânica.
Em 2015, vasculhando dados da missão europeia Venus Express, cientistas descobriram picos transitórios de temperatura em vários pontos sobre a superfície do planeta. Os pontos quentes, que foram encontrados lampejando e desvanecendo no decurso de apenas alguns dias, parecem ser gerados por fluxos ativos de lava na superfície. Estas são algumas das melhores evidências de que em Vênus há atividade vulcânica.
Há quase mil crateras de impacto em Vénus, distribuídas igualmente na superfície. Em outros corpos celestes com crateras, como a Terra e a Lua, as crateras apresentam uma variedade de estados de degradação. Na Lua, a degradação é causada por impactos subsequentes, enquanto na Terra ela é causada pela erosão do vento e chuva. Entretanto, em Vénus, cerca de 85% das crateras estão em sua condição original. O número de crateras, junto com a sua bem preservada condição, indica que o planeta passou por um evento de recobrimento superficial entre 300 e 600 milhões de anos atrás, seguido por uma queda do vulcanismo. A crosta da Terra está em movimento contínuo, mas acredita-se que Vénus não possa sustentar um processo assim. Sem placas tectônicas para dissipar o calor do manto, Vénus passa por um processo cíclico no qual as temperaturas do manto se elevam até atingir um nível crítico que enfraquece a crosta. Então, durante um período de 100 milhões de anos, a subducção ocorre em enorme escala, reciclando completamente a crosta.
Os diâmetros das crateras venusianas variam entre 3 km e 280 km. Devido aos efeitos da densa atmosfera nos objetos que caem, não há crateras menores que 3 km. Objetos com energia cinética inferior a um determinado valor são tão desacelerados pela atmosfera que não criam uma cratera de impacto. Projéteis com menos de 50 m de diâmetro fragmentam-se e incendeiam-se na atmosfera antes de atingir o solo.

### Atmosfera e clima

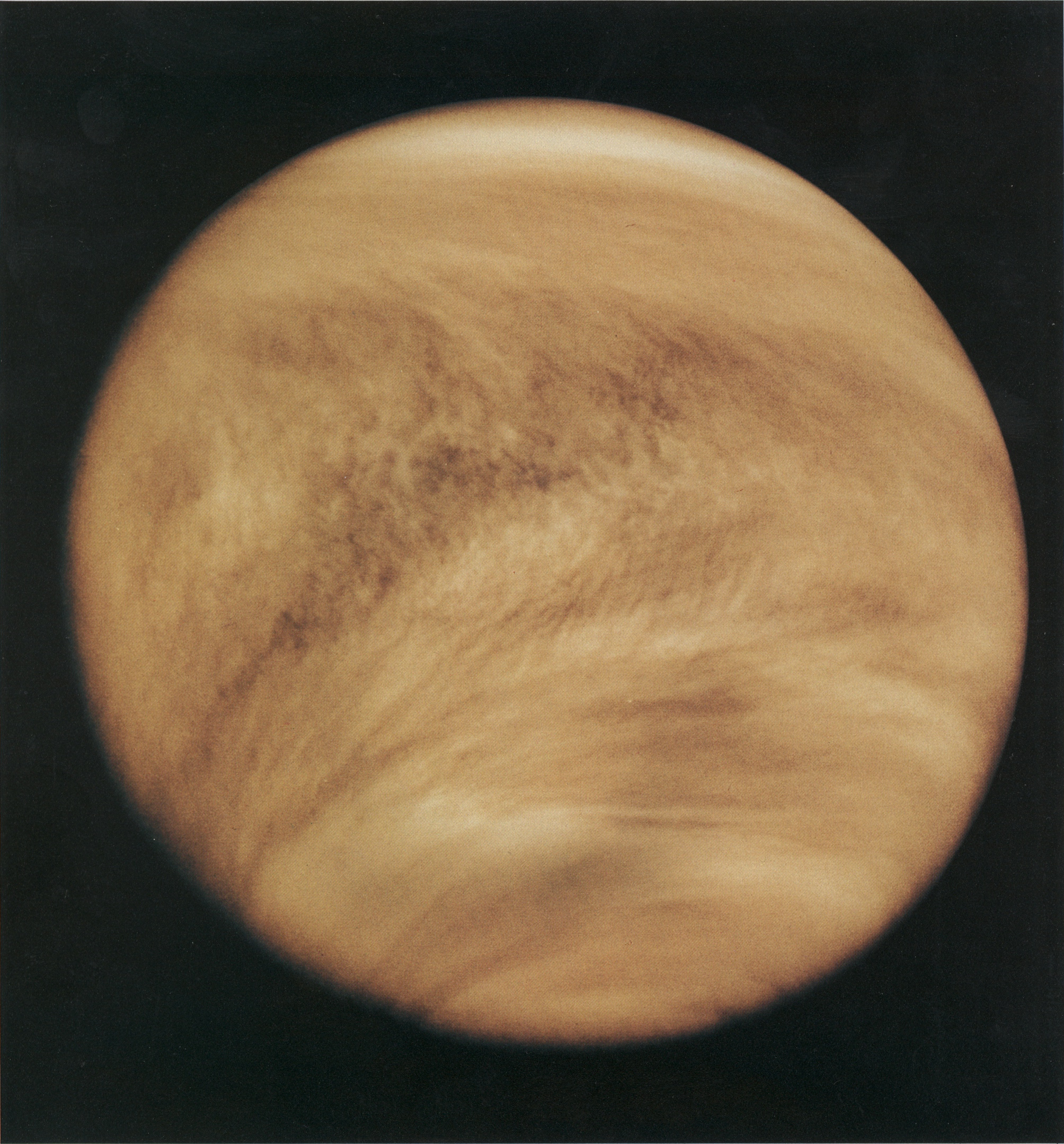
Estrutura das nuvens na atmosfera venusiana em 1979, revelada pelas observações em ultravioleta da sonda 'Pioneer Venus Orbiter

Vénus tem uma atmosfera extremamente densa, que consiste principalmente de dióxido de carbono e uma pequena quantidade de nitrogênio. A massa atmosférica é 93 vezes a da atmosfera da Terra, enquanto a pressão na superfície do planeta é 92 vezes aquela na superfície da Terra – uma pressão equivalente àquela a uma profundidade de quase 1 km no oceano da Terra. A densidade na superfície é de 65 kg/m3 (6,5% da densidade da água). A atmosfera rica em CO2, juntamente com as espessas nuvens de dióxido de enxofre, gera o mais forte efeito estufa do Sistema Solar, criando temperaturas na superfície acima de 460 °C. Isto torna a superfície venusiana mais quente do que a de Mercúrio, que tem temperatura superficial mínima de -220 °C e a máxima de 420 °C, apesar de Vénus estar a uma distância do Sol quase duas vezes maior que a de Mercúrio e receber apenas 25% da irradiação solar que Mercúrio recebe (2 613,9 W/m2 na atmosfera superior e 1 071,1 W/m2 na superfície).
Estudos sugeriram que há alguns bilhões de anos a atmosfera venusiana era muito mais parecida com a da Terra do que é agora, e que havia provavelmente substanciais quantidades de água líquida na superfície, mas um efeito estufa foi causado pela evaporação da água original, o que gerou um nível crítico de gases de efeito estufa na atmosfera. A detecção de fosfina na atmosfera de Vénus, sem nenhum caminho conhecido para a produção abiótica, levou à especulação em setembro de 2020 de que poderia haver vida atualmente presente na atmosfera. Truong e Lunine argumentam que o vulcanismo é o meio para a fosfina entrar na atmosfera superior de Vênus.  No entanto, os resultados de 2024 de estudos abrangentes descartam todas as fontes abióticas conhecidas de fosfina no ambiente oxidante de Vênus. Os pesquisadores concluíram que mais dados são necessários para entender a origem da fosfina.
A inércia térmica e a transferência de calor por ventos na atmosfera inferior fazem com que a temperatura na superfície venusiana não varie significativamente entre dia e noite, apesar da rotação extremamente lenta do planeta. Os ventos na superfície são lentos, movendo-se a poucos quilômetros por hora, mas, por causa da alta densidade da atmosfera na superfície do planeta, exercem uma força significativa contra obstáculos e transportam poeira e pequenas pedras pela superfície. Só isso já tornaria difícil um homem caminhar, mesmo que o calor e a falta de oxigênio não fossem um problema.
Acima da densa camada de CO2 estão espessas nuvens consistindo principalmente de gotículas de dióxido de enxofre e ácido sulfúrico. Essas nuvens refletem de volta para o espaço cerca de 60% da luz do Sol que incide sobre elas e impedem a observação direta da superfície venusiana na luz visível. A capa permanente de nuvens implica que embora Vénus esteja mais próximo do Sol do que a Terra, sua superfície não é tão bem iluminada. Fortes ventos a 300 km/h no topo das nuvens circulam o planeta a cada 4 a 5 dias terrestres. Os ventos venusianos se movem a até 60 vezes a velocidade de rotação do planeta, enquanto na Terra os ventos mais fortes chegam a apenas 10% a 20% da velocidade de rotação.
A superfície de Vénus é efetivamente isotérmica; ela mantém uma temperatura constante não somente entre dia e noite, mas também entre o equador e os polos. A pequena inclinação axial do planeta (menos de três graus, comparados com os 23 graus da Terra) também minimiza variações sazonais de temperatura. A única variação apreciável de temperatura ocorre com a altitude. Em 1995, a sonda Magellan localizou uma substância altamente reflexiva nos topos das montanhas mais altas, que tinham grande semelhança com a neve terrestre. Esta substância presumivelmente se formou num processo similar à neve, embora a uma temperatura muito maior. Volátil demais para condensar na superfície, ela subiu em forma de gás para as elevações maiores e mais frias, onde então precipitou. A identidade desta substância não foi determinada com certeza, mas as especulações variam entre telúrio elementar e sulfeto de chumbo (galena).
As nuvens de Vénus são capazes de produzir raios de forma muito similar às nuvens da Terra. A existência de raios foi controversa desde que as primeiras explosões foram detectadas pelas últimas sondas soviéticas Venera. Entretanto, em 2006-07 a Venus Express claramente identificou ondas eletromagnéticas típicas de raios. Sua aparição intermitente indica um padrão associado à atividade do clima. A frequência de raios é pelo menos a metade daquela da Terra. Em 2007, a sonda Venus Express descobriu que existe um enorme vórtex atmosférico duplo no polo sul do planeta.

### Campo magnético e núcleo

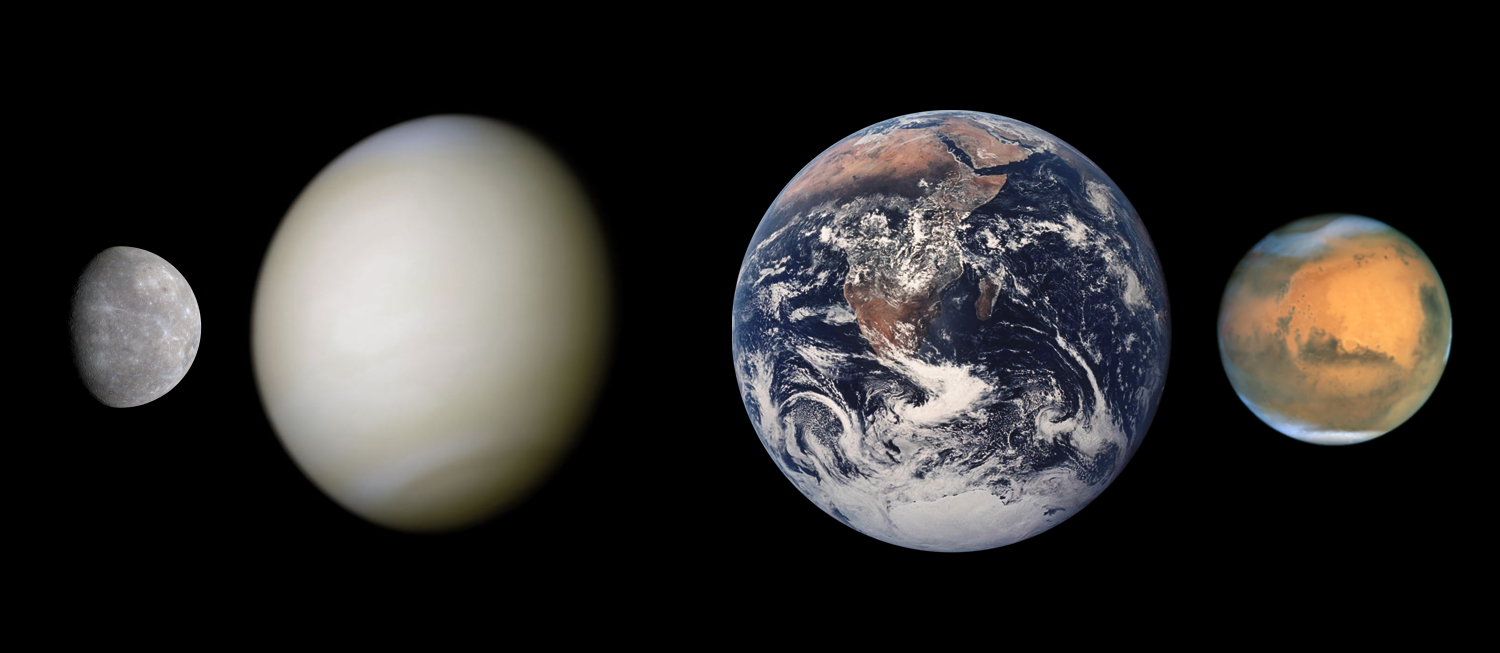
Comparação de tamanho entre os planetas terrestres: Mercúrio, Vénus, Terra e Marte

Vénus interage com o vento solar. São mostradas componentes da magnetosfera induzida.

Em 1967, a sonda soviética Venera 4 descobriu que o campo magnético de Vénus é muito mais fraco do que o da Terra. Este campo magnético é induzido por uma interação entre a ionosfera e o vento solar, e não por um dínamo no núcleo, como aquele no interior da Terra. A pequena magnetosfera induzida de Vénus provê uma proteção desprezível contra a radiação cósmica, e esta pode provocar descargas de raios de nuvem para nuvem.
A falta de um campo magnético intrínseco em Vénus foi surpreendente porque o planeta é similar à Terra em tamanho, e era esperado que também contivesse um dínamo em seu núcleo. Um dínamo requer três condições: um líquido condutor, rotação e convecção. Estima-se que o núcleo seja eletricamente condutor e, apesar de se imaginar que a rotação seja lenta, simulações mostram que ela é suficiente para produzir um dínamo. Isto leva ao entendimento de que a inexistência do dínamo se deve à falta de convecção no núcleo de Vénus. Na Terra, a convecção ocorre na camada externa de líquido do núcleo porque o fundo da camada de líquido é muito mais quente do que o topo. Em Vénus, um evento global de recobrimento da superfície pode ter fechado as placas tectônicas, levando a um fluxo reduzido de calor através da crosta. Isto levou à elevação da temperatura do manto, reduzindo assim o fluxo de calor para fora do núcleo. Como resultado, não há um dínamo que possa gerar um campo magnético e a energia calorífica do núcleo é usada para reaquecer a crosta.
Vénus não tem um núcleo interno sólido, ou seu núcleo não está se resfriando atualmente, de modo que toda a parte líquida do núcleo está aproximadamente à mesma temperatura. Outra possibilidade é que o núcleo já tenha se solidificado completamente. O estado do núcleo é altamente dependente da concentração de enxofre, que ainda é desconhecida.

## Órbita e rotação
Vénus orbita o Sol a uma distância média de cerca de 108 milhões de quilômetros (cerca de 0,7 UA) e completa uma órbita a cada 224,65 dias. Embora todas as órbitas planetárias sejam elípticas, a de Vénus é a mais próxima da circular, com uma excentricidade de menos de 1%. Quando Vénus se coloca entre a Terra e o Sol, numa posição conhecida como "conjunção inferior", ele faz a maior aproximação da Terra de todos os planetas, ficando a uma distância média de 41 milhões de quilômetros. O planeta atinge a conjunção inferior a cada 584 dias, em média. Devido à decrescente excentricidade da órbita da Terra, as distâncias mínimas tendem a ficar maiores. Do ano 1 até 5 383, há 526 aproximações a menos de 40 milhões de quilômetros; depois, não há mais nenhuma por cerca de 60 200 anos. Durante períodos de grande excentricidade, Vénus pode se aproximar a até 38,2 milhões de quilômetros.

Posição orbital e rotação de Vénus, mostradas em intervalos de 10 dias terrestres entre 0 e 250 dias. A posição do ponto da superfície que era o ponto anti-solar no dia zero é indicada por uma cruz. Como consequência da lenta rotação retrógrada, qualquer ponto de Vénus tem quase 60 dias terrestres de iluminação e um período equivalente de escuridão

Observados de um ponto sobre o polo norte do Sol, todos os planetas orbitam no sentido anti-horário; mas, enquanto a maioria dos planetas também gira sobre seu eixo no sentido anti-horário, Vénus gira em sentido horário, em uma rotação retrógrada. O atual período de rotação de Vénus representa um estado de equilíbrio entre a maré gravitacional do Sol, que tende a reduzir a velocidade de rotação, e uma maré atmosférica criada pelo aquecimento solar da espessa atmosfera venusiana. Quando se formou a partir da nebulosa solar, Vénus pode ter tido período de rotação e obliquidade diferentes, e depois migrou para o estado atual por causa de mudanças caóticas provocadas por perturbações planetárias e efeitos de maré sobre sua densa atmosfera. Esta mudança no período de rotação provavelmente ocorreu ao longo de bilhões de anos.
Vénus gira sobre seu eixo a cada 243 dias terrestres – de longe, a mais lenta rotação entre todos os planetas. No equador, a superfície venusiana gira a 6,5 km/h, enquanto, na Terra, a velocidade de rotação é de cerca de 1 670 km/h. Um dia sideral venusiano é, portanto, mais longo do que um ano venusiano (243 contra 224,7 dias terrestres). Entretanto, por causa da rotação retrógrada, a duração do dia solar em Vénus é significativamente mais curta que o dia sideral. Para um observador na superfície de Vénus, o tempo entre um nascer do Sol e outro seria de 116,75 dias terrestres. Como resultado do dia solar relativamente longo, um ano em Vénus dura aproximadamente 1,92 dia venusiano.
Um aspecto curioso da órbita e período de rotação de Vénus é que o intervalo médio de 584 dias entre aproximações sucessivas da Terra é quase exatamente igual a cinco dias solares venusianos. Depois de 584 dias, Vénus aparece numa posição a 72° da inclinação anterior. Depois de cinco períodos de 72° em uma circunferência, Vénus regressa ao mesmo ponto do céu a cada 8 anos (menos dois dias correspondentes aos anos bissextos). Este período era conhecido como o ciclo Sothis no Antigo Egito. Não se sabe se esta relação aconteceu por acaso ou se é resultado de efeito de maré com a Terra.
Vénus não possui satélites naturais, embora o asteroide 2002 VE68 atualmente mantenha uma relação de quasi-satélite com ele. No século XVII, o astrônomo Giovanni Cassini informou ter visto uma lua orbitando Vénus, a qual foi chamada Neith, uma deusa egípcia. Ao longo dos 200 anos seguintes, houve numerosos outros registros, mas finalmente foi determinado que a maioria deles se referia a estrelas que tinham estado perto de Vénus. De acordo com estudo de 2006 de Alex Alemi e David Stevenson, do Instituto de Tecnologia da Califórnia em Pasadena, sobre modelos do início do Sistema Solar, é muito provável que, bilhões de anos atrás, Vénus tivesse pelo menos um satélite natural, criada por um grande evento de impacto. Cerca de 10 milhões de anos depois, de acordo com o estudo, outro impacto inverteu o sentido de rotação do planeta, o que fez o satélite venusiano se aproximar a Vénus até colidir e se juntar com o planeta. Se impactos subsequentes criaram luas, elas também foram absorvidas da mesma forma. Uma explicação alternativa para a falta de satélites é o efeito de fortes marés solares, que podem desestabilizar grandes satélites orbitando os planetas terrestres.

## Observação

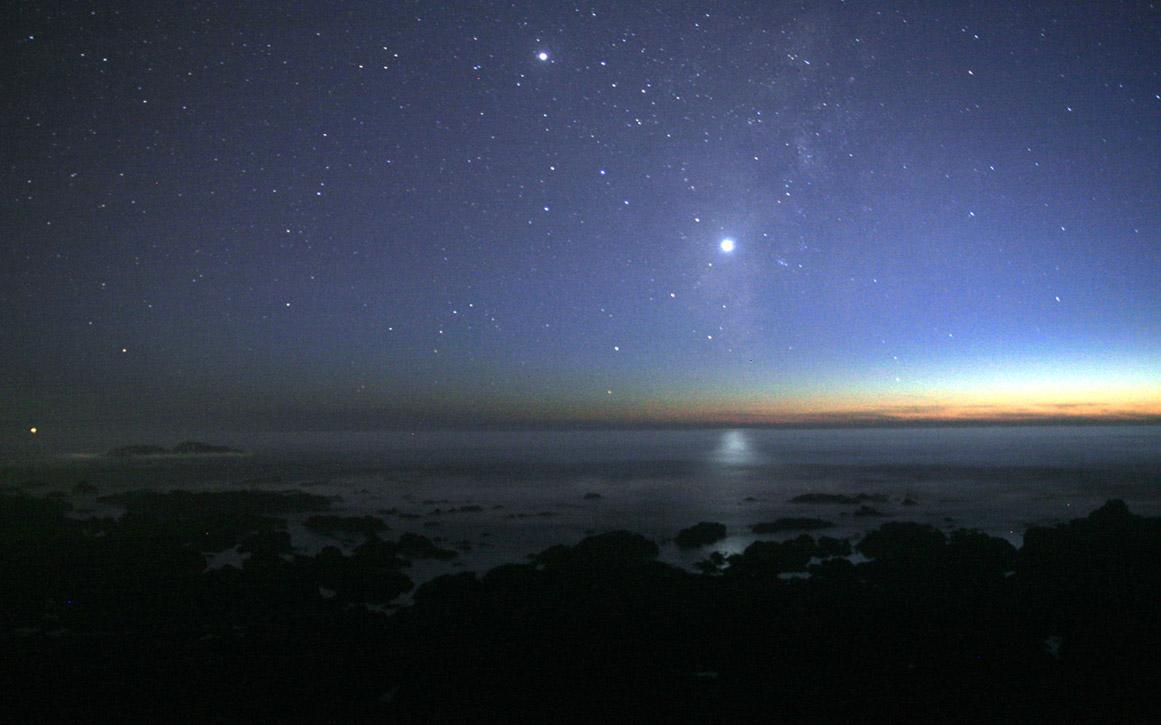
Vénus refletida no Oceano Pacífico à noite; o planeta é mais brilhante que qualquer estrela, descontando o Sol

Vénus é mais brilhante que qualquer astro visto no céu (descontando o Sol e a Lua), e sua magnitude aparente máxima é de -4,6. O planeta pode ser visto facilmente quando o Sol está baixo no horizonte. Por ser um planeta inferior, ele sempre se posiciona a até 47° do Sol.
Vénus "ultrapassa" a Terra a cada 584 dias enquanto orbita o Sol. Nessas ocasiões, ele muda de "Estrela Vespertina", visível após o pôr do sol, para "Estrela Matutina", visível antes do nascer do Sol. Enquanto Mercúrio, o outro planeta inferior, atinge uma elongação máxima de apenas 28°, e é frequentemente difícil de discernir no crepúsculo, Vénus é difícil de perder quando está mais brilhante. Sua maior elongação máxima significa que ele é visível em céus escuros por bastante tempo depois do pôr do sol. Sendo o objeto pontual mais brilhante do céu, Vénus é frequentemente confundido por observadores com um OVNI - "objeto voador não identificado" e também usado algumas vezes como explicação fácil em investigações grosseiras de tais episódios.
À medida que se move em sua órbita, Vénus apresenta, na visão telescópica, fases como as da Lua. Nas fases de Vênus, o planeta apresenta uma pequena imagem "cheia" quando está no lado oposto do Sol. Ele mostra uma maior fase "quarto" quando está em sua máxima elongação em relação ao Sol. Vénus está mais brilhante no céu noturno e apresenta uma muito maior fase "crescente" na visão telescópica quando se aproxima da região entre a Terra e o Sol. Vénus está maior e apresenta sua fase "nova" quando está entre o Sol e a Terra. Como tem uma atmosfera, ele pode ser visto no telescópio pelo halo de luz refratada em torno do planeta.
|                                    |  |                                         |
| Fases de Vénus observadas na Terra |  | Trânsito de Vénus de 8 de junho de 2004 |

A órbita venusiana é ligeiramente inclinada em relação à órbita da Terra; assim, quando o planeta passa entre a Terra e o Sol, ele normalmente não cruza a face do Sol. Entretanto, trânsitos de Vénus ocorrem quando a conjunção inferior do planeta coincide com a sua presença no plano da órbita da Terra. Trânsitos de Vénus ocorrem em ciclos de 243 anos, sendo que o padrão atual consiste de pares de trânsitos separados em oito anos, em intervalos de cerca de 105,5 ou 121,5 anos. O par de trânsitos mais recente aconteceu em junho de 2004 e junho de 2012. O par de trânsitos anterior ocorreu em dezembro de 1874 e dezembro de 1882 e o próximo ocorrerá em dezembro de 2117 e dezembro de 2125. Historicamente, os trânsitos de Vénus foram importantes porque permitiram aos astrônomos determinar diretamente o tamanho da Unidade Astronômica e, portanto, o tamanho do Sistema Solar.
Um persistente mistério das observações de Vénus é a chamada luz de Ashen – uma aparentemente fraca iluminação do lado escuro do planeta, vista quando ele está na fase crescente. A primeira observação registrada da luz de Ashen ocorreu em 1643, mas a sua existência nunca foi confirmada de forma confiável. Observadores especulam que ela pode ser causada por atividade elétrica na atmosfera venusiana, mas isto pode ser ilusório, efeito fisiológico de se observar um objeto muito brilhante em forma de crescente.

## Pesquisas

### Pesquisas iniciais

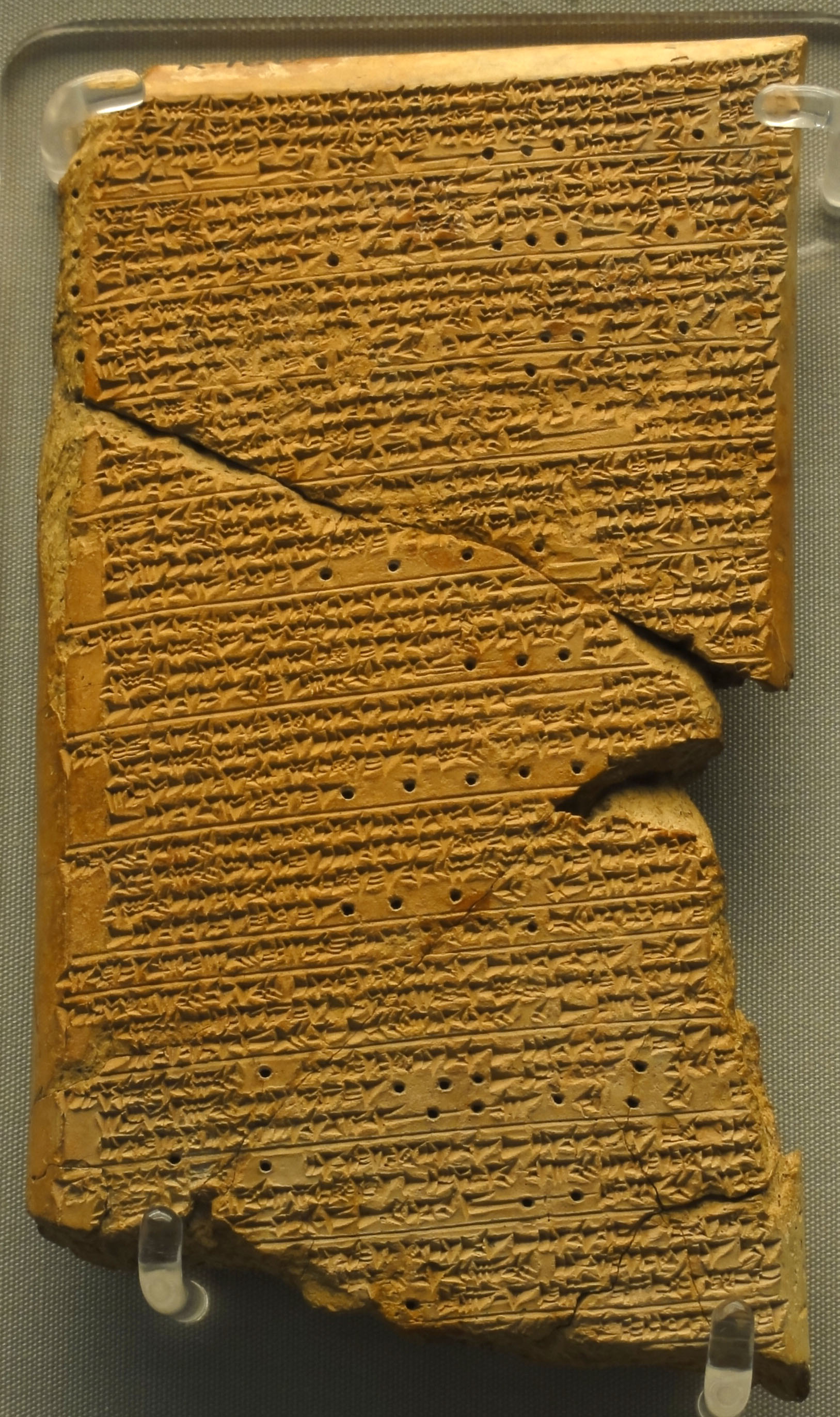
A Tábua de Vênus de Ammisaduqa, que data do primeiro milênio antes da era comum, registra as observações de antigos astrólogos babilônicos. A Tábua refere-se a Vênus como Nindarana, ou "brilhante rainha do céu"

Vénus era conhecido nas civilizações antigas como a "estrela matutina" ou a "estrela vespertina". Diversas culturas historicamente tomaram as aparições como estrela da manhã ou da tarde como de dois corpos celestes diferentes. Credita-se ao filósofo grego Pitágoras o reconhecimento de que as estrelas eram um único corpo, no século VI a.C., embora ele pensasse que Vénus orbitava a Terra.
O trânsito de Vénus foi observado pela primeira vez pelo astrônomo persa Avicena, que concluiu que Vénus estava mais perto da Terra do que o Sol e estabeleceu que Vénus estava, pelo menos algumas vezes, abaixo do Sol. No século XII, o astrônomo andalusino ibne Baja observou "dois planetas como manchas pretas na face do Sol", o que foi mais tarde identificado como o trânsito de Vénus e Mercúrio pelo astrônomo Cobadim de Xiraz, do observatório de Maraga, no século XIII.
Quando o físico e astrônomo italiano Galileu Galilei observou o planeta pela primeira vez no início do século XVII, descobriu que ele apresentava fases como a Lua, variando de crescente a gibosa e para cheia e vice-versa. Quando Vénus está mais distante do Sol no céu, ele mostra uma fase meio-iluminada e quando está mais perto do Sol no céu mostra uma fase crescente ou cheia. Isto só seria possível se Vénus orbitasse o Sol, e esta foi uma das primeiras observações a claramente contradizer o modelo geocêntrico do astrônomo grego Cláudio Ptolomeu de que o Sistema Solar era concêntrico e centrado na Terra.
A atmosfera de Vénus foi descoberta em 1761 pelo pesquisador russo Mikhail Lomonossov. Ela foi observada em 1790 pelo astrônomo alemão Johann Schröter, que descobriu que, quando o planeta estava em um crescente fino, as pontas se estendiam por mais que 180°. Ele corretamente supôs que isto se devia à dispersão da luz do Sol numa atmosfera densa. Mais tarde, o astrônomo norte-americano Chester Smith Lyman observou um anel completo em torno do lado escuro do planeta quando ele estava na conjunção inferior, fornecendo uma evidência adicional para uma atmosfera. A atmosfera complicou os esforços para determinar o período de rotação do planeta, e observadores como o italiano Giovanni Cassini e Schröter incorretamente estimaram períodos de cerca de 24 horas, a partir do movimento de marcas na superfície aparente do planeta.

### Observações terrestres
|                                                                                                   |  | |
| A descoberta de Galileu que Vênus apresenta fases provou que o planeta orbita o Sol e não a Terra |  | Conjunções inferiores sucessivas de Vénus se repetem numa ressonância orbital muito próxima a 13:8 (a Terra orbita 8 vezes para cada 13 órbitas de Vénus), criando uma sequência de precessão pentagrâmica |

Pouco mais foi descoberto sobre Vénus até o século XX. Seu disco quase sem acidentes não dava indícios de como sua superfície deveria ser, e somente com o desenvolvimento das observações por espectroscopia, radar e radiação ultravioleta é que um pouco mais dos seus segredos foram revelados. As primeiras observações por raios ultravioleta ocorreram nos anos 1920, quando Frank E. Ross descobriu que fotografias com ultravioleta revelavam consideráveis detalhes que estavam ausentes nas radiações visível e infravermelha. Ele sugeriu que isto se devia a uma baixa atmosfera amarela muito densa, com altas nuvens do tipo cirrus sobre ela.
Observações por espectroscopia nos anos 1900 deram as primeiras pistas sobre a rotação venusiana. Vesto Melvin Slipher tentou medir o efeito Doppler da luz por Vénus, mas descobriu que não podia detectar nenhuma rotação. Ele supôs que o planeta tinha um período de rotação muito mais longo do que se pensava anteriormente. Mais tarde, trabalhos na década de 1950 mostraram que a rotação era retrógrada. Observações de Vénus por radar ocorreram inicialmente na década de 1960 e forneceram as primeiras medidas do período de rotação que se aproximavam do valor atualmente conhecido.
Observações por radar a partir da Terra na década de 1970 revelaram pela primeira vez detalhes da superfície venusiana. Pulsos fortes de ondas de rádio foram emitidos para o planeta usando o rádio-telescópio de 305 metros do Observatório de Arecibo e os ecos revelaram duas regiões altamente reflexivas, designadas regiões Alpha e Beta. As observações também revelaram uma região brilhante atribuída a montanhas, que foi chamada Maxwell Montes. Esses três acidentes são atualmente os únicos em Vénus que não têm nomes femininos.

## Exploração

### Esforços iniciais

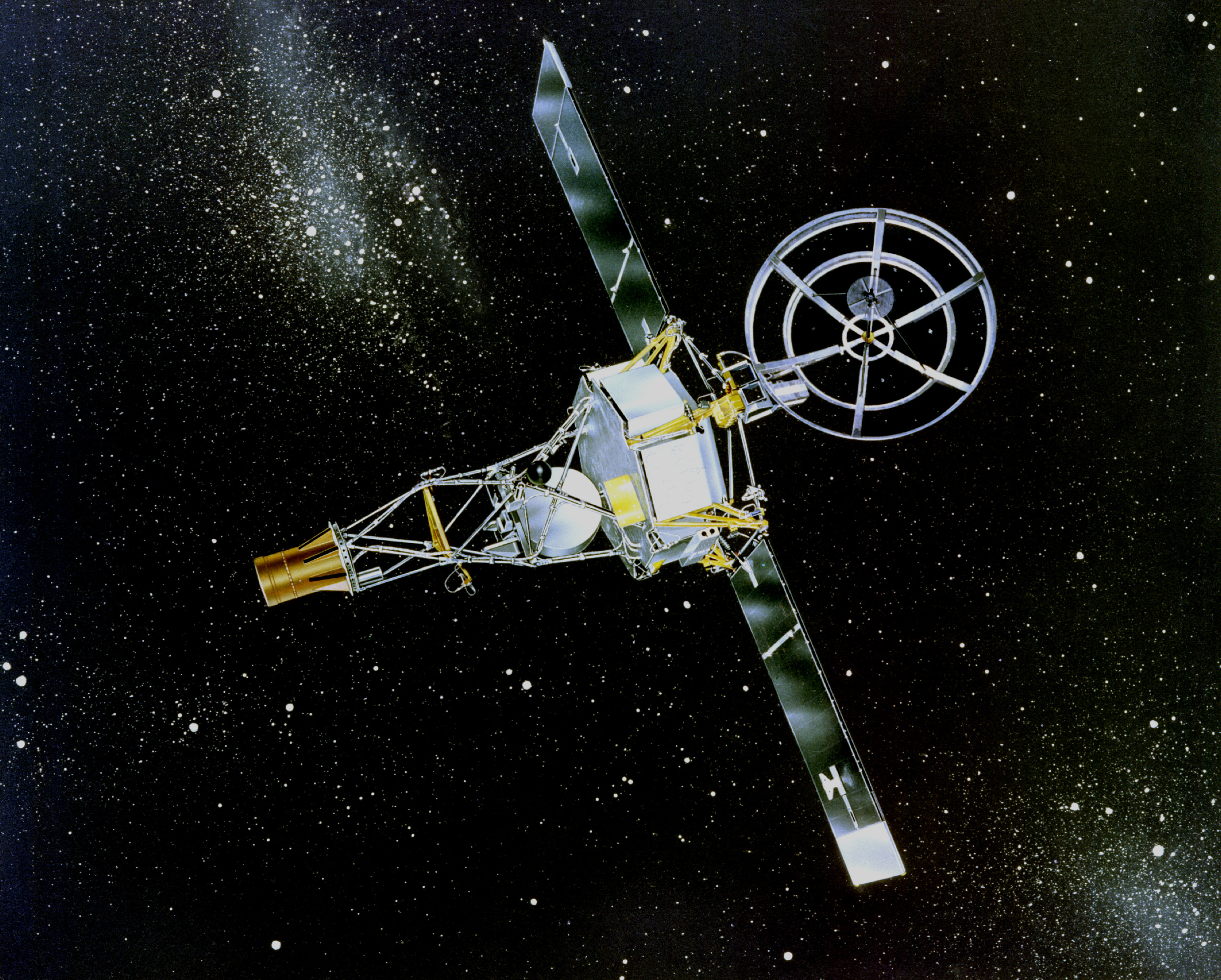
Sonda Mariner 2, lançada em 1962

A primeira tentativa de missão com uma sonda espacial robótica a Vénus, e a primeira para qualquer planeta, começou em 12 de fevereiro de 1961, com o lançamento da sonda Venera 1. A primeira nave do, quanto ao mais, altamente bem sucedido Programa Venera soviético, a Venera 1, foi lançada numa trajetória de impacto direto, mas o contato foi perdido após uma semana de missão, quando a sonda estava a cerca de dois milhões de quilômetros da Terra. Estima-se que ela tenha passado a 100 mil quilômetros de Vénus em meados de maio.
A exploração de Vénus pelos Estados Unidos também começou mal, com a perda da sonda Mariner 1 no lançamento, como parte do Programa Mariner. A missão subsequente Mariner 2 obteve maior sucesso e, depois de uma órbita de transferência de 109 dias, em 14 de dezembro de 1962 ela se tornou a primeira missão interplanetária com sucesso, passando a 34 833 km da superfície de Vénus. Os seus radiômetros de microondas e infravermelho revelaram que, enquanto o topo das nuvens venusianas era frio, a superfície era extremamente quente – pelo menos 425 °C, finalmente descartando quaisquer esperanças de que o planeta poderia abrigar vida na superfície. A Mariner 2 também melhorou as estimativas da massa e da Unidade Astronômica. Entretanto, como seus instrumentos não foram projetados para adquirirem boa precisão, ela não foi capaz de detectar um campo magnético ou cinturão de radiação.

### Entrada na atmosfera
A sonda soviética Venera 3 provavelmente chocou-se com o solo de Vénus em 1 de março de 1966. Era o primeiro objeto fabricado pelo homem a entrar na atmosfera e atingir a superfície de outro planeta, embora o seu sistema de comunicação tenha falhado antes que fosse possível retornar qualquer dado do planeta. O encontro seguinte de Vénus com uma sonda não tripulada ocorreu em 18 de outubro de 1967, quando a Venera 4 entrou na atmosfera com sucesso e desenvolveu uma série de experimentos científicos. A Venera 4 mostrou que a temperatura na superfície era ainda maior do que a medida pela Mariner 2 – quase 500 °C, e que entre 90 e 95% da atmosfera eram dióxido de carbono. A atmosfera venusiana era consideravelmente mais densa do que os projetistas da Venera 4 tinham previsto, e a queda do paraquedas mais lenta do que o pretendido implicou que as suas baterias se esgotaram antes de a sonda atingir a superfície. Depois de retornar dados da descida por 93 minutos, a última leitura da pressão foi de 18 bar, a uma altitude de 24,96 km.
Outra sonda chegou a Vénus um dia depois, em 19 de outubro de 1967, quando a sonda norte-americana Mariner 5 realizou um sobrevoo a uma distância de menos de 4 000 km sobre o topo das nuvens. A Mariner 5 foi originalmente construída como reserva da sonda Mariner 4 enviada a Marte, mas como esta missão foi bem-sucedida, a outra sonda foi reprogramada para uma missão a Vénus. Um conjunto de instrumentos mais sensíveis do que aqueles da Mariner 2, em particular o seu experimento de rádio-ocultação, retornou dados sobre a composição, pressão e densidade da atmosfera venusiana. Os dados do conjunto Venera 4-Mariner 5 foram analisados por uma equipe combinada soviético-americana, em uma série de colóquios ao longo do ano seguinte, num exemplo inicial de cooperação espacial.
Armada com as lições e dados obtidos com a Venera 4, a União Soviética lançou as sondas gêmeas Venera 5 e Venera 6, com cinco dias de diferença em janeiro de 1969; elas chegaram a Vénus com um dia de diferença, em 16 e 17 de maio daquele ano. As sondas atmosféricas foram reforçadas para melhorar a sua altitude de esmagamento para 25 bar e foram equipadas com paraquedas menores para permitir uma descida mais rápida. Como os modelos atmosféricos então considerados de Vénus sugeriam uma pressão na superfície entre 75 e 100 bar, não era esperado que elas sobrevivessem à superfície. Depois de retornar dados atmosféricos por um pouco mais de 50 minutos, ambas foram esmagadas a altitudes de aproximadamente 20 km, antes de chocarem-se com a superfície no lado escuro de Vénus.

### Ciência da superfície e da atmosfera

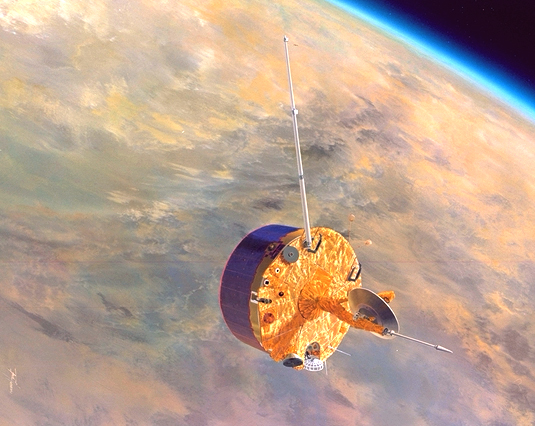
A Pioneer Venus 1 em órbita

A Venera 7 representou um esforço para retornar dados da superfície do planeta, e foi construída com um módulo de descida reforçado, capaz de suportar uma pressão de 180 bar. O módulo foi pré-resfriado antes da entrada e equipado com um paraquedas especial para uma descida rápida de 35 minutos. Ao entrar na atmosfera no dia 15 de dezembro de 1970, acredita-se que o paraquedas tenha se rasgado parcialmente durante a descida e a sonda atingiu a superfície com um forte impacto, embora não fatal. Provavelmente inclinada para um lado, ela retornou um sinal de rádio fraco, fornecendo dados da temperatura por 23 minutos, na primeira telemetria recebida da superfície de outro planeta.

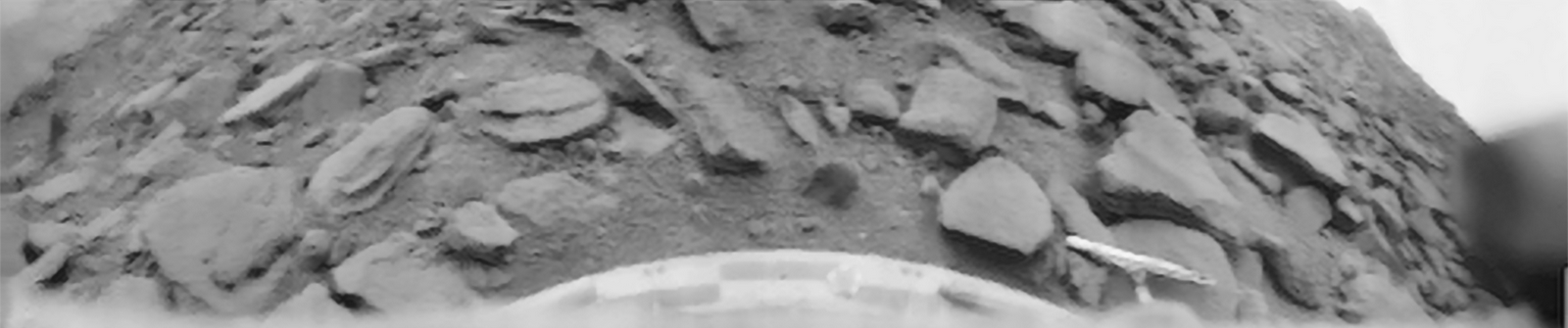
Primeira foto tirada da superfície de Vênus pela sonda Venera 9. O horizonte está no canto superior direito. As rochas possuem algumas dezenas de centímetros de largura

O programa Venera continuou com a Venera 8 enviando dados da superfície por 50 minutos, e a Venera 9 e Venera 10 enviando as primeiras imagens da paisagem venusiana. Os dois locais de descida apresentaram terrenos muito diferentes nas vizinhanças das sondas: a Venera 9 tinha descido num declive de 20 graus de inclinação, com pedras de 30 a 40 cm espalhadas em volta; a Venera 10 mostrou lajes rochosas semelhantes a basalto, entremeadas com material desgastado pelas intempéries.
Enquanto isso, a NASA tinha enviado a sonda Mariner 10 numa trajetória em gravidade assistida por Vénus, no seu caminho para Mercúrio. Em 5 de fevereiro de 1974, a Mariner 10 passou a 5 790 km de Vénus, enviando mais de 4 000 fotografias. As imagens, as melhores em qualidade até então obtidas, mostravam que o planeta era quase sem acidentes geográficos à luz visível, mas a luz ultravioleta revelou detalhes nas nuvens que nunca haviam sido vistos nas observações a partir da Terra.
O projeto norte-americano Pioneer Venus consistiu de duas missões separadas. A Pioneer Venus Orbiter foi inserida numa órbita elíptica em torno de Vénus em 4 de dezembro de 1978 e lá permaneceu por mais de 13 anos, estudando a atmosfera e mapeando a superfície com radar. A Pioneer Venus Multiprobe liberou um total de quatro sondas, que entraram na atmosfera em 9 de dezembro de 1978, retornando dados preciosos da sua composição, ventos e fluxos de calor. Dessas quatro sondas, a sonda Day continuou transmitindo dados para a Terra por 67 minutos a partir da superfície, superando todas as expectativas dos seus projetistas.

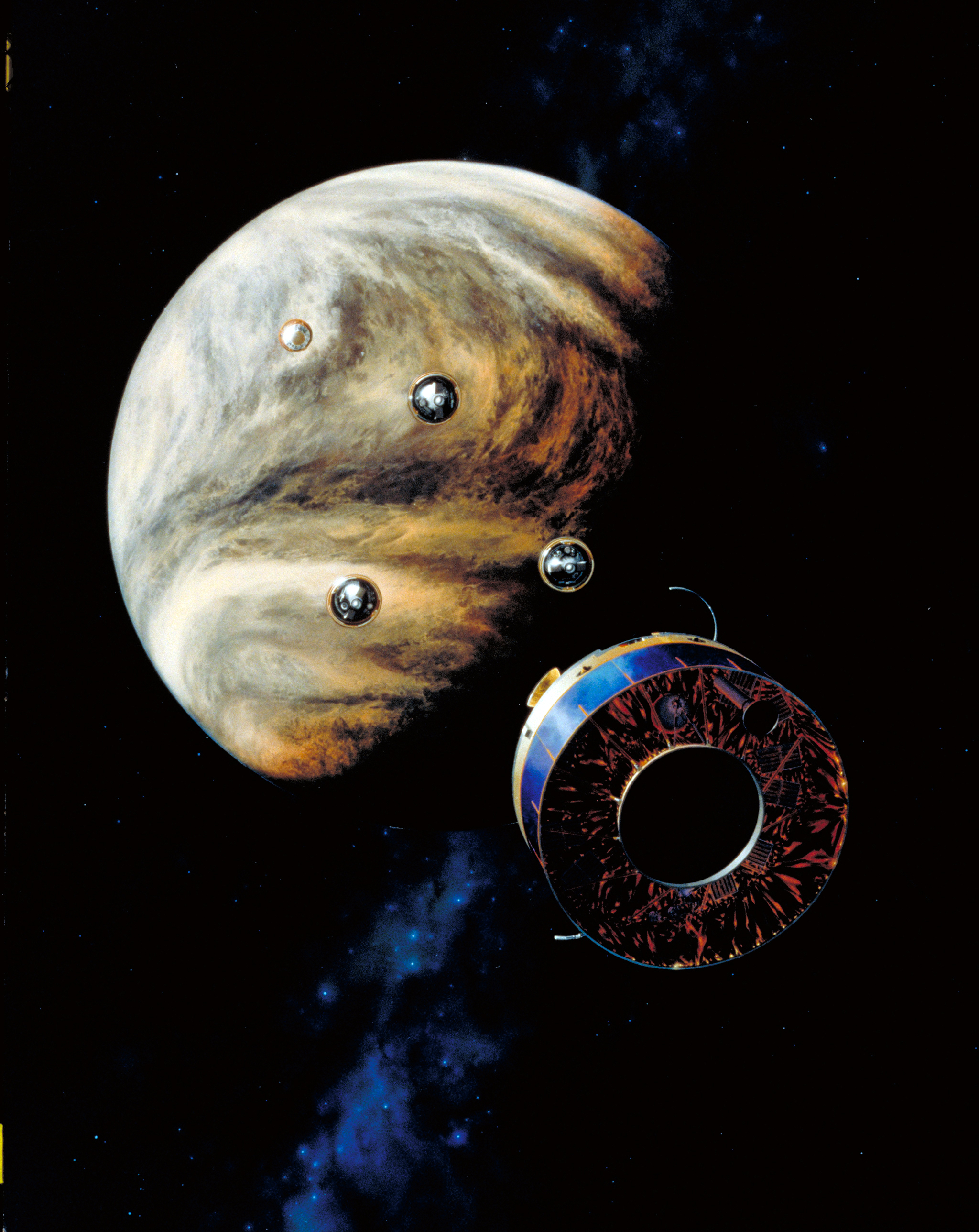
A Pioneer Venus Multiprobe com o seu orbitador principal e as três sondas atmosféricas

Quatro outras missões Venera ocorreram ao longo dos quatro anos seguintes, com a Venera 11 e a Venera 12 detectando as tempestades elétricas venusianas, e a Venera 13 e a Venera 14 descendo com quatro dias de diferença em 1 e 5 de março de 1982 e retornando as primeiras fotografias coloridas da superfície. Todas as missões abriram paraquedas para frear na atmosfera superior, mas os liberaram a uma altitude de 50 km, já que a densa e quente atmosfera inferior fornecia fricção suficiente para uma descida suave. A sonda Venera 13 bateu um recorde de permanência, ao transmitir por mais de duas horas (127 minutos) dados para a estação em Terra. As Veneras 13 e a 14 analisaram amostras de solo com um espectrômetro por fluorescência de raios X e tentaram medir a compressibilidade do solo com uma sonda de impacto. Para efetuar a análise, um braço robótico furava o chão e retirava uma amostra de solo, conduzindo-a a uma câmera hermética com uma temperatura de 30 °C e uma pressão de 0,01 bar. A Venera 14 teve a má sorte de atingir a capa ejetada da lente da câmera, e com isso a sonda não atingiu o solo. O programa Venera chegou ao fim em outubro de 1983, quando a Venera 15 e a Venera 16 foram colocadas em órbita para conduzir o mapeamento do solo venusiano com um radar rudimentar de abertura sintética. As duas sondas juntas mapearam por volta de 25% da superfície venusiana (ou 1/4 de Vênus).
Em 1985, a União Soviética aproveitou a oportunidade de combinar missões a Vénus e ao cometa Halley, que passava pelo Sistema Solar interno naquele ano. No caminho para o cometa Halley, em 11 e 15 de junho de 1985 cada uma das duas naves da Missão Vega lançou uma sonda do tipo Venera (das quais a da Vega 1 falhou parcialmente) e liberou na alta atmosfera um aerobot (robô aéreo suportado por balão). Os balões alcançaram uma altitude de equilíbrio de cerca de 53 km, onde a pressão e a temperatura são comparáveis às da superfície da Terra. Eles permaneceram operacionais por aproximadamente 46 horas e descobriram que a atmosfera venusiana era mais turbulenta do que se acreditava anteriormente e sujeita a fortes ventos e poderosas células de convecção.

### Mapeamento com radar
|                                                                            |  | |
| Mapa topográfico de Vénus por radar, feito pela sonda Magellan (cor falsa) |  | Imagem composta de um aracnoide na superfície de Vénus, feita a partir de observações de radar da sonda Magellan |

A sonda norte-americana Magellan foi lançada em 4 de maio de 1989, com a missão de mapear a superfície de Vénus com radar. As imagens de alta definição obtidas durante os 4 ½ anos de operação superaram de longe todos os mapas anteriores e foram comparados a fotografias a luz visível de outros planetas. A Magellan captou imagens de mais de 98% da superfície de Vénus por radar e mapeou 95% do seu campo gravitacional. Em 1994, no fim da sua missão, a Magellan foi deliberadamente enviada para destruição na atmosfera de Vénus para quantificar a sua densidade. Vénus foi estudada pelas naves norte-americanas Galileo e Cassini, durante sobrevoos em suas missões para os planetas externos, mas a Magellan foi a última missão dedicada a Vénus por mais de uma década.

### Missões atuais e futuras
A sonda Venus Express foi projetada e construída pela Agência Espacial Europeia. Lançada em 9 de novembro de 2005 por um foguete russo Soyuz-Fregat, ela assumiu com sucesso uma órbita polar de Vénus em 11 de abril de 2006. A sonda está realizando um detalhado estudo da atmosfera e nuvens venusianas e também fará o mapeamento do ambiente de plasma do planeta e características da superfície, particularmente as temperaturas. A sua missão tem a intenção de durar 500 dias terrestres, ou cerca de dois anos venusianos. Um dos principais resultados da missão Venus Express é a descoberta da existência de um enorme vórtex atmosférico no polo sul do planeta.
A missão MESSENGER da NASA a Mercúrio realizou dois sobrevoos de Vénus em outubro de 2006 e junho de 2007, para desacelerar a sua trajetória para uma inserção orbital de Mercúrio em 2011. A MESSENGER coletou muitos dados científicos nesses dois sobrevoos de passagem. A Agência Espacial Europeia (junto com o Japão) também planeja lançar uma missão a Mercúrio em 2018, denominada BepiColombo, que realizará dois sobrevoos de Vénus antes de alcançar a órbita de Mercúrio em 2025.
Novas missões a Vénus estão em planejamento. O órgão aeroespacial japonês JAXA concebeu um orbitador a Vénus, o Akatsuki (anteriormente “Planeta-C”), lançado em 20 de maio de 2010. A nave falhou na entrada em órbita em dezembro de 2010, entretanto as esperanças continuaram de que ela hibernasse e fizesse uma nova tentativa de inserção em órbita nos seis anos seguintes. As pesquisas planejadas incluem a realização de imagens da superfície com câmera infravermelha e experimentos voltados para confirmar a presença de raios, bem como para a determinação da existência de vulcanismo superficial atual. Em 7 de dezembro de 2015, a sonda conseguiu entrar em uma órbita altamente elíptica e atualmente orbita o planeta.
Sob o seu Programa Novas Fronteiras, a Agência Espacial Estadunidense propôs uma missão de pouso em Vénus, chamada Venus In-Situ Explorer, para estudar as condições da superfície e investigar as características elementares e mineralógicas do regolito. A sonda seria equipada com um analisador do núcleo para perfurar a superfície e estudar amostras de rochas originais não desgastadas pelas severas condições da superfície. Uma missão com uma sonda voltada para a atmosfera e superfície de Vénus, "Surface and Atmosphere Geochemical Explorer" (SAGE), foi proposta pela NASA como candidata no Programa Novas Fronteiras, mas a missão não foi selecionada para voo.
A Venera-D é uma proposta russa de sonda a Vénus, planejada para ser lançada em torno de 2025, com o objetivo de fazer observações remotas em torno do planeta e liberar um módulo de pouso baseado no projeto Venera, capaz de sobreviver por um longo período na superfície do planeta. Outros conceitos propostos de exploração incluem jipes, balões e aviões.

### Sobrevoo tripulado de Vénus
Uma missão tripulada de sobrevoo de Vénus, usando os equipamentos do Projeto Apollo, foi proposta no final da década de 1960. A missão foi planejada para lançamento em outubro ou novembro de 1973 e usaria um foguete Saturno V para enviar três homens até Vénus, numa missão de aproximadamente um ano. A espaçonave passaria a aproximadamente 5 000 km da superfície de Vénus, cerca de quatro meses depois da partida.

## Na cultura

### Histórico de sua compreensão

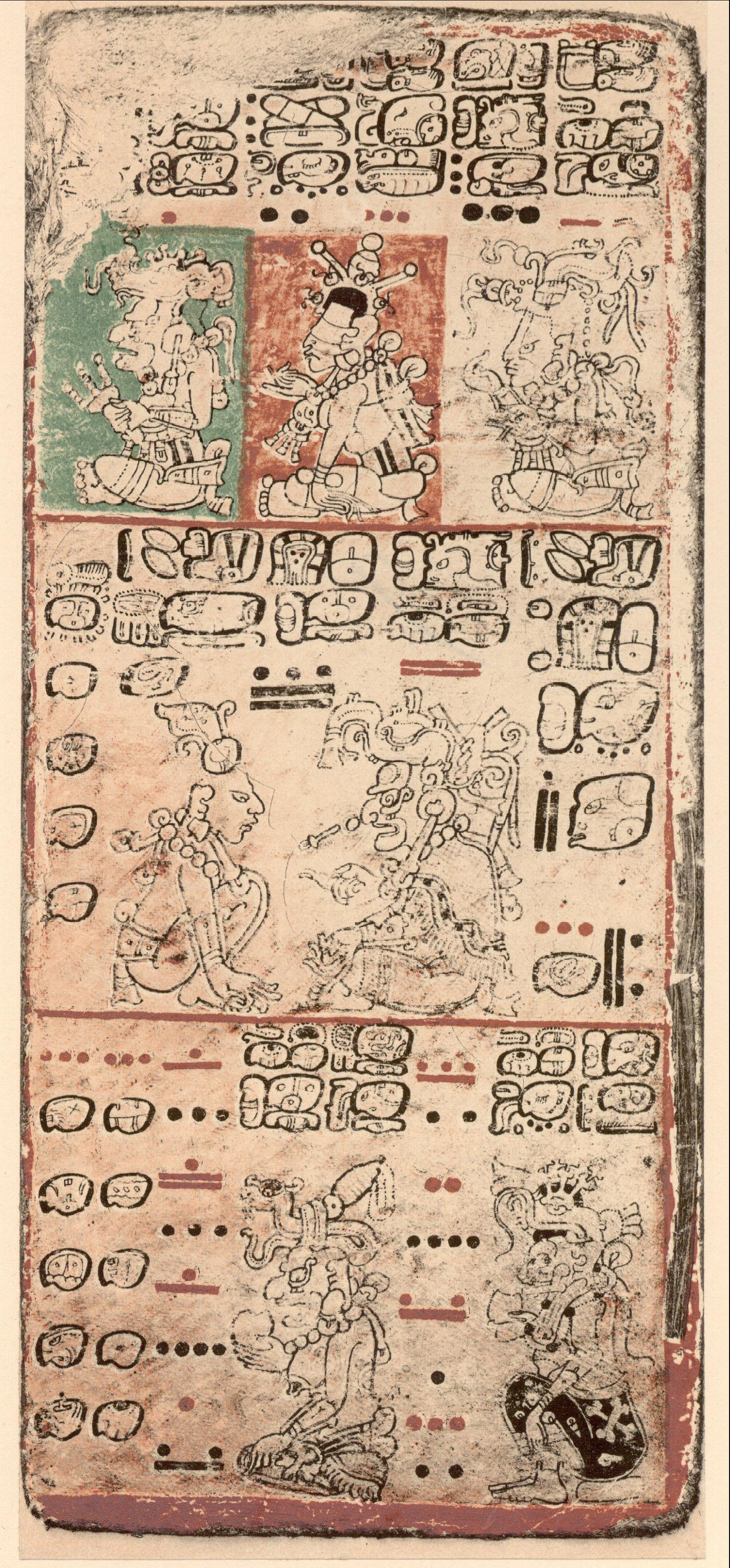
O "Dresden Codex" maia, que calcula as aparições de Vénus

Por ser um dos objetos mais brilhantes do céu, Vénus é conhecido desde os tempos pré-históricos e, como tal, ganhou uma posição importante na cultura humana. Ele foi descrito em textos babilônicos cuneiformes, como a placa de Vénus de Ammisduqa, que relata observações que possivelmente datam de 1 600 a.C.. Os babilônios chamavam o planeta de Ishtar (do sumério Inana), a personificação da feminilidade e deusa do amor.
Os antigos egípcios acreditavam que o planeta Vénus se tratava de dois corpos separados e conheciam a estrela da manhã como Tioumoutiri e a da noite como Ouaiti. Da mesma forma, os gregos antigos chamavam a estrela matutina de Fósforo (Φωσφόρος [Phosphóros]; em latim Phosphorus), “o que traz a luz”, ou Eósforo ([Ἐωσφόρος [Eosphóros]; em latim Eosphorus), “o que traz o amanhecer”. A estrela da noite era chamada Ἓσπερος, Hésperos (latinizada como Hesperus), a “estrela da noite”. No auge da Grécia Antiga, os gregos compreenderam que os dois eram o mesmo planeta, que eles chamaram como a sua deusa do amor, Afrodite (do fenício Astarte). Herperos seria traduzido para o latim como Vésper e Fósforo como Lucifer (“Portador da Luz”), um termo poético que mais tarde foi usado para chamar o anjo caído expulso do paraíso. Os romanos, que derivaram muito do seu panteão religioso da tradição grega, chamaram o astro errante de Vénus, a partir da sua deusa do amor. O naturalista romano Plínio, o Velho (História Natural, ii,37) identificava o planeta Vénus com Ísis.
Na mitologia iraniana, especialmente na mitologia persa, o planeta usualmente corresponde à deusa Anaíta. Em algumas partes da literatura pálavi as divindades Aredvi Sura e Anaíta são vistas como entidades separadas; a primeira como a personificação do rio mítico e a última como uma deusa da fertilidade que é associada com o planeta Vénus. Como a deusa Aredvi Sura Anaíta – também chamada simplesmente Anaíta – ambas as divindades são unificadas em outras descrições, como no Criação Original (Bundahišn), e são representadas pelo planeta. Entretanto, no texto avéstico Mer Iaste (Iaste 10) há uma possível ligação antiga a Mitra. O nome persa atual do planeta é Naíde, que deriva de Anaíta e, mais tarde, do termo Anaíde na linguagem pálavi.
O planeta Vénus foi importante para a civilização maia, que desenvolveu um calendário religioso baseado parcialmente nos seus movimentos, e os considerava para determinar o momento propício para eventos como guerras. Eles o chamavam Noh Ek, a Grande Estrela, e Xux Ek, a Estrela Vespa. Os maias conheciam o período sinódico do planeta e podiam calculá-lo dentro da centésima parte de um dia. O povo Masai chamou o planeta de Kileken e tem uma tradição oral sobre ele chamada “O Menino Órfão”.
Vénus é importante em muitas culturas aborígines australianas, como a do povo Yolngu na Austrália setentrional. Os Yolngu se reúnem depois do pôr do Sol para esperar pelo aparecimento de Vénus, que eles chamam Barnumbirr. Quando se aproxima, nas primeiras horas antes do amanhecer, ele traça atrás de si uma corda de luz ligada à Terra e, ao longo da corda, com a ajuda de um ricamente decorado “Mastro da Estrela Matutina”, as pessoas podem se comunicar com seus entes queridos mortos, mostrando que eles ainda amam e se lembram deles.

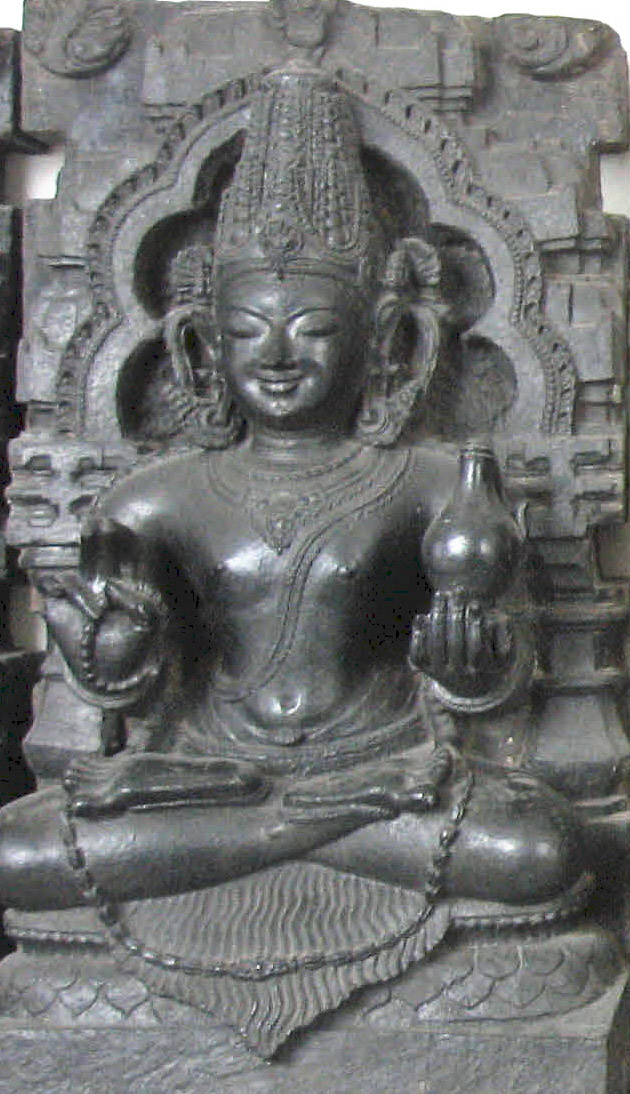
"Shukra" é o nome em sânscrito para Vénus

Na astrologia ocidental, derivada da sua conotação histórica com deusas da feminilidade e amor, considera-se que Vénus influencia o desejo e a fertilidade sexual. Na astrologia védica indiana, Vénus é conhecido como Shukra, significando “claro, puro”, ou “brilho, clareza”, em sânscrito. Um dos nove Navagraha, considera-se que ele afeta a riqueza, o prazer e a reprodução; ele era o filho de Bhrgu, preceptor dos Daityas, e guru dos Asuras. As modernas culturas chinesa, coreana, japonesa e vietnamita referem-se ao planeta literalmente como a “estrela de metal”, baseada nos cinco elementos.
No sistema metafísico da Teosofia, acredita-se que no plano etéreo de Vénus haja uma civilização que existiu centenas de milhões de anos antes da da Terra; acredita-se também que a deidade que governa a Terra, Sanat Kumara, provém de Vénus.
O símbolo astronômico de Vénus é o mesmo utilizado em biologia para o sexo feminino: um círculo com uma pequena cruz em baixo. O símbolo de Vénus também representa a feminilidade, e na Alquimia se referia ao metal cobre. O cobre polido era usado em espelhos desde a antiguidade e o símbolo de Vénus foi algumas vezes entendido como a representar o espelho da deusa.
Talvez a mais estranha aparição de Vénus na literatura seja como o arauto da destruição em Mundos em Colisão de Immanuel Velikovsky (1950). Neste livro intensamente controverso, Velikovsky argumenta que muitas histórias aparentemente inacreditáveis no Velho Testamento são verdadeiras recordações de vezes em que Vénus quase colidiu com a Terra – quando ele ainda era um cometa e não tinha se tornado o dócil planeta que conhecemos hoje. Ele sustenta que Vénus causou a maioria dos estranhos eventos do Êxodo. Ele cita lendas em muitas outras culturas (como a grega, mexicana, chinesa e indiana) que indicam que os efeitos da quase colisão foram globais. A comunidade científica rejeitou este livro não ortodoxo, entretanto ele se tornou um bestseller.

### Na ficção científica
A impenetrável cobertura de nuvens venusiana deu aos escritores de ficção científica livre curso para especular sobre as condições na sua superfície, mais ainda quando as primeiras observações mostraram que não só ele era muito similar à Terra em tamanho, como possuía uma atmosfera substancial. Mais próximo do Sol do que a Terra, o planeta era frequentemente mostrado como mais quente, mas ainda habitável por humanos. O gênero atingiu o seu máximo entre os anos 1930 e 1950, numa época em que a ciência havia revelado alguns aspectos de Vénus, mas não ainda a severa realidade das condições de sua superfície. As descobertas das primeiras missões a Vénus mostraram que a realidade era bastante diferente e levaram ao fim do gênero. À medida que o conhecimento científico de Vénus avançou, os autores de ficção científica se esforçaram para manter o passo, particularmente em conjecturas sobre a tentativa humana de terraformação de Vénus.

## Habitabilidade
As especulações sobre a possibilidade de vida em Vénus diminuíram significativamente após o início dos anos 1960, quando a espaçonave começou a estudar o planeta e ficou claro que as condições em Vénus são extremas em comparação com as da Terra. Que Vénus está mais perto do Sol do que da Terra, elevando as temperaturas na superfície para cerca de 462 °C, que sua pressão atmosférica é 90 vezes a da Terra e o impacto extremo do efeito estufa tornam improvável a vida baseada na água, como é conhecida atualmente. Alguns cientistas especularam que microrganismos extremófilos termoacidofílicos podem existir nas camadas superiores ácidas de baixa temperatura da atmosfera venusiana. Devido às suas condições extremamente hostis, uma colonização superficial de Vénus está fora de questão com a tecnologia atual. Entretanto, a pressão atmosférica e a temperatura a aproximadamente 50 km acima da superfície são similares às da superfície da Terra, e o ar da Terra (nitrogênio e oxigênio) seria um gás ascendente na atmosfera venusiana de principalmente dióxido de carbono. Isto levou a propostas de extensas “cidades flutuantes” na atmosfera venusiana. Os aeróstatos (balões mais leves que o ar) poderiam ser usados para a exploração inicial e posteriormente para colônias permanentes. Entre os muitos desafios de engenharia estão os teores perigosos de ácido sulfúrico nessas altitudes.
Em agosto de 2019, astrônomos relataram que o padrão de longo prazo recém-descoberto de mudanças de absorbância e albedo na atmosfera venusiana são causadas por "absorvedores desconhecidos", que podem ser produtos químicos ou mesmo grandes colônias de microrganismos no alto da atmosfera do planeta.
Em setembro de 2020, uma equipe de astrônomos da Universidade de Cardife anunciou a provável detecção de fosfina, um gás que não se sabe ser produzido por nenhum processo químico conhecido na superfície ou atmosfera venusiana, nos níveis superiores da atmosfera do planeta. A descoberta levou o administrador da NASA, Jim Bridenstine, a pedir publicamente um novo enfoque no estudo de Vénus, descrevendo a descoberta da fosfina como "o desenvolvimento mais significativo até agora na construção de um caso para a vida fora da Terra".
Uma fonte proposta para esta fosfina são os organismos vivos na atmosfera de Vénus. Isso amplia uma hipótese que remonta a 1963, que sugeria que minúsculos objetos descobertos nas nuvens venusianas eram organismos semelhantes às bactérias da Terra (que se aproximam em tamanho). Isso foi proposto em um artigo da Nature por Carl Sagan e Harold Morowitz:
Embora as condições da superfície de Vénus tornem a hipótese de vida implausível, as nuvens venusianas são uma história completamente diferente. Como foi apontado há alguns anos, água, dióxido de carbono e luz solar — os pré-requisitos para a fotossíntese — são abundantes nas proximidades das nuvens.
Pesquisas mais recentes de Yeon Joo Lee sugerem que a absorção de luz desses objetos é quase idêntica à dos microrganismos nas nuvens da Terra. Conclusões semelhantes foram alcançadas por outros estudos em 2020. No entanto, os resultados de 2024 de estudos abrangentes descartam todas as fontes abióticas conhecidas de fosfina no ambiente oxidante de Vênus. Os pesquisadores concluíram que mais dados são necessários para entender a origem da fosfina.